# Alceo Negri
Alceo Negri (Desenzano del Garda, 13 luglio 1909 – 1º luglio 1970) è stato un politico italiano.